# Sherrell Point
Der Sherrell Point ist eine Landspitze am südlichen Ende der Astrolabe-Insel vor der Nordküste der Trinity-Halbinsel am nördlichen Ende der Antarktischen Halbinsel.
Luftaufnahmen und Vermessungen der Falkland Islands and Dependencies Aerial Survey Expedition aus den Jahren von 1955 bis 1956 dienten ihrer Kartierung. Das UK Antarctic Place-Names Committee benannte sie 1962 nach dem Geodäten und Geologen Frederick William Sherrell (1932–2001), der an der Expedition beteiligt war.